# Pohjolanniemi
Pohjolanniemi är en halvö i Finland.   Den ligger i landskapet Egentliga Finland, i den sydvästra delen av landet, 210 km väster om huvudstaden Helsingfors. Pohjolanniemi ligger på ön Kaurissalo.